# Bring on the Night (Film)
Bring on the Night ist ein Dokumentarfilm aus dem Jahr 1985 von Michael Apted, der die Vorbereitungen des britischen Musikers Sting vor seiner Solokarriere nach dem Ende von The Police in einem Schloss nahe Paris und den ersten Konzerten in Paris begleitet.

## Handlung
Der englische Rock-Musiker Sting probt im französischen Schloss Courson (Essonne) mit seiner Band für ein Konzert in Paris. Es werden Aufnahmen von ihm und seiner Art zu komponieren oder mit seinen Kollegen umzugehen gezeigt und auch Szenen aus seinem Privatleben, so beispielsweise von der Mitwirkung Stings bei der Geburt seines Sohnes Jake, den er gemeinsam mit seiner Frau Trudie Styler hat. Es werden die akribische Vorbereitung auf das Konzert sowie dieses selbst gezeigt, aber auch amüsante Szenen wie beispielsweise eine öffentliche Führung für Besucher des Anwesens während einer Probe der Band.

## Rezeption

Siegel der FBW

- Der Film wurde von der Deutschen Film- und Medienbewertung (FBW) mit dem Prädikat „besonders wertvoll“ ausgezeichnet.
- Einige Songs, die während der Vorbereitungen im Schloss gefilmt wurden, sind auch auf der Soloalbum von Sting The Dream of the Blue Turtles zu hören. Jeder Musiker, der bei diesem sehr Jazz-lastigen Projekt mitmachte, wird in dem Film in jeweils einem Interview befragt.
- Der Film wurde in der Kinoversion als VHS Video[3] veröffentlicht und ist seit 2005 in einer neuen Version auf DVD erhältlich und seit 2010 auf BluRay.
- Bring on the Night ist gleichzeitig der Name eines Live-Albums von Sting, das am 1. Juli 1986 veröffentlicht wurde und Live-Aufnahmen der Tour des Jahres 1985 enthält.[4][5]